# 승주군
승주군(昇州郡)은 1949년부터 1995년까지 존재했던 대한민국 전라남도의 군이다. 1949년 순천군의 군청소재지인 순천읍이 순천시로 승격·분리되면서, 순천군의 나머지 읍·면 지역을 이 지역의 옛 명칭인 승주를 사용하여 승주군으로 개칭하였다. 1995년에 순천시와 통합하면서 폐지되었다.

## 역사
- 1895년 : 순천군으로 개편
- 1949년 : 순천읍을 순천시로 분리하며 승주군 신설
- 1980년 : 순천시에 있던 군청을 쌍암면으로 이전, 쌍암면은 승주읍으로 승격
- 1995년 : 순천시와 도농복합형태의 시 통합 대상으로 결정되어 폐지